# Fombellida (Campoo de Enmedio)
Fombellida es una localidad del municipio de Campoo de Enmedio (Cantabria, España). En el año 2024 contaba con una población de 21 habitantes (INE). Está a una distancia de 7 kilómetros de la capital municipal, Matamorosa. Se encuentra en la parte meridional del municipio. El pueblo se encuentra dividido en dos por la carretera nacional 611, vía principal hasta la construcción de la A-67 que conecta Santander con la meseta. 
De su patrimonio destaca la iglesia románica de finales del siglo XII-comienzos del XIII.
- Datos: Q5863511